# Air Tanzania
Air Tanzania — национальная танзанийская авиакомпания со штаб-квартирой в Дар-эс-Саламе и хабом в аэропорту имени Джулиуса Ньерера.

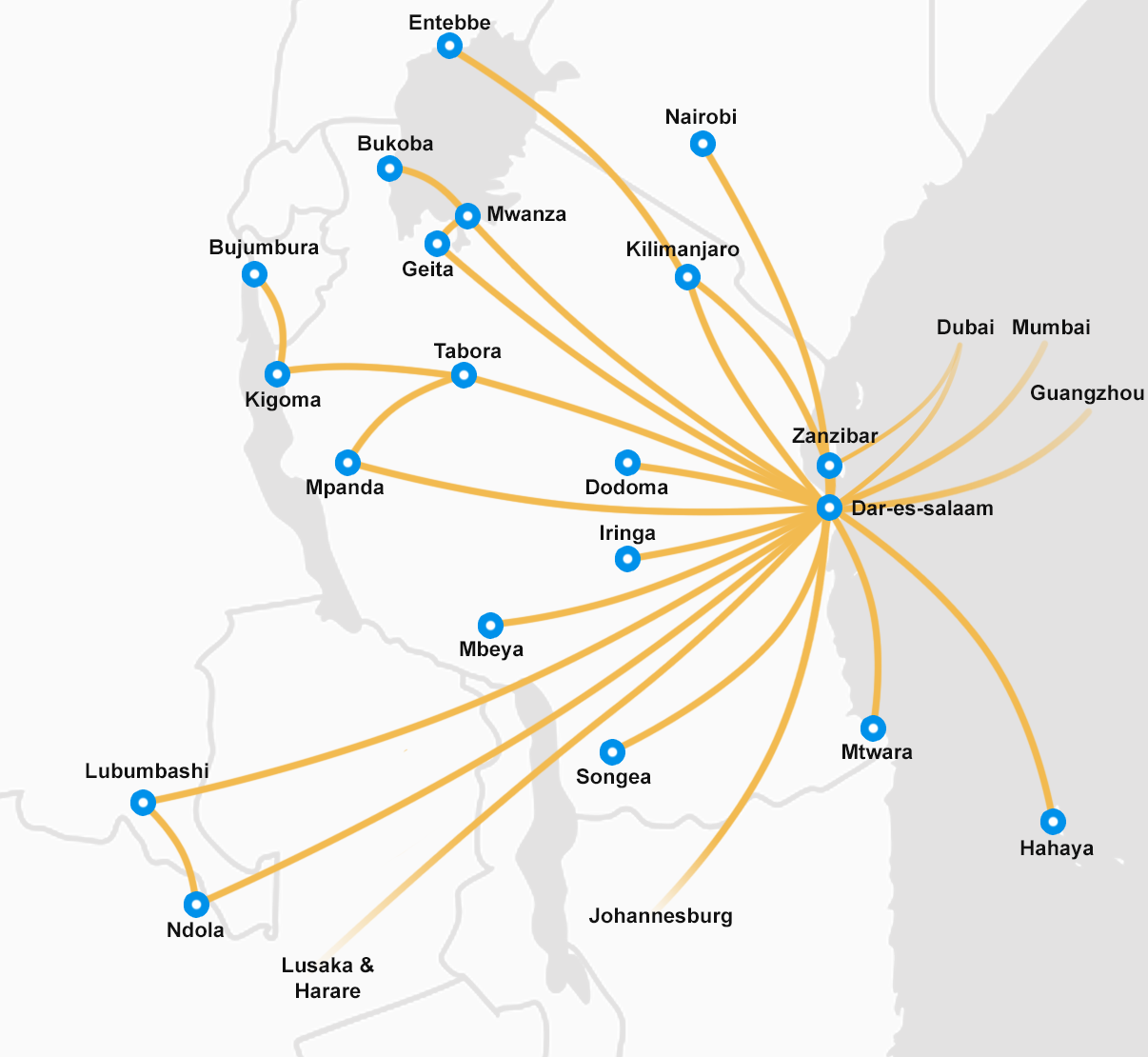
Маршрутная сеть авиакомпании на декабрь 2019 года

Создана как Air Tanzania Corporation (ATC) в 1977 году после банкротства авиакомпании East African Airways, является членом Ассоциации африканских авиалиний с момента ее основания. 100 % акций авиакомпании было в собственности правительства Танзании до 2002 года, когда она была частично приватизирована в соответствии с учреждений о реализации Программы структурной перестройки страны. После проведенной приватизации правительство уменьшило свою долю на 51 % акций остальная часть акций была продана продана южноафриканской авиакомпании South African Airways.
Партнерство продолжалось около четырех лет и привело к убыткам составившим сумму более 19 миллионов долларов США. Правительство выкупило акции обратно в 2006 году, и с того времени 100 % акций авиакомпании является в собственности правительства Танзании. В течение многих лет компания обслуживала различные местные, региональные и межконтинентальные направления. Несмотря на то, что она является национальной авиакомпанией, ее доля на африканском рынке авиаперевозок сократилась с 19,2 % в 2009 году до 0,4 % в 2011 году.
В 2016 году правительство Танзании под руководством президента Джона Магуфули инициировал новую программу возрождения национального перевозчика. Правительство приобрело два новых самолета Bombardier Dash 8 для национального перевозчика, которые были доставлены в страну в сентябре 2016 года. В декабре того же года президент объявил, что для национального перевозчика будут приобретены еще четыре самолета с поставкой в июне 2018 года. Согласно сообщениям опубликованным в августе 2018 года, доля рынка Air Tanzania за 2017 год выросла до 24 % с 2,5 % в предыдущем году.

## Флот на июль 2018

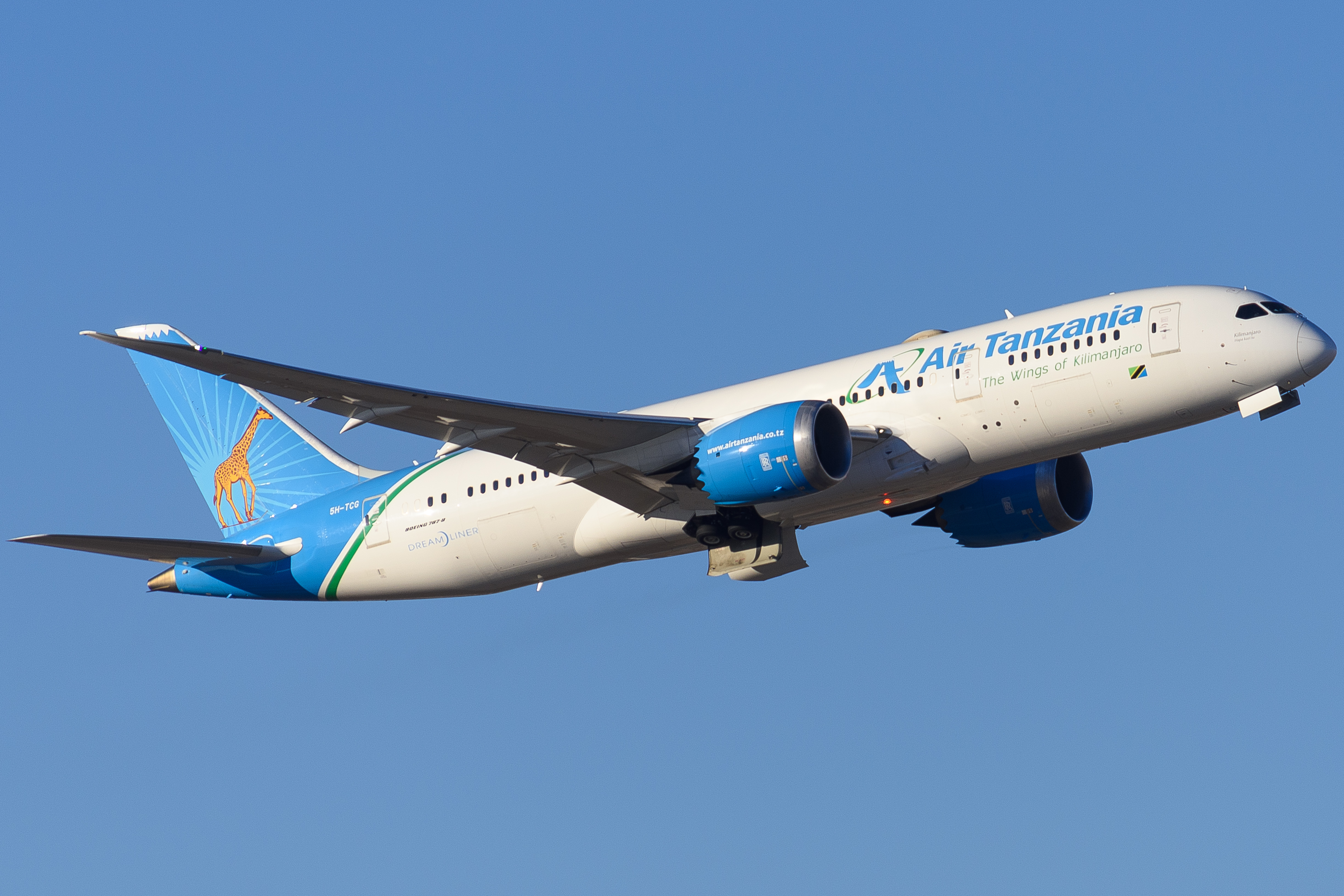
Boeing 787-8

## Флот на июль 2018[5][6]
| Тип             | Флот | Заказано | Пассажиров | Пассажиров | Пассажиров |
| Тип             | Флот | Заказано | C          | Y          | Всего      |
| --------------- | ---- | -------- | ---------- | ---------- | ---------- |
| Airbus A220-300 | —    | 2        | TBA        | TBA        | 127        |
| Boeing 787-8    | 1    | 1        | 22         | 240        | 262        |
| Bombardier Q300 | 1    | —        | —          | 50         | 50         |
| Bombardier Q400 | 3    | —        | —          | 76         | 76         |
| Всего           | 5    | 3        |            |            |            |